# Kravský potok
Kravský potok patří mezi významnější levostranné přítoky řeky Stěnavy v okrese Náchod v Královéhradeckém kraji. Délka toku činí přibližně 5 km. Plocha povodí je 4,99 km².

## Průběh toku
Kravský potok pramení v Javořích horách na horské louce západně od Janoviček, části obce Heřmánkovice, v nadmořské výšce 528 m. Potok teče prvních 250 m jihozápadním směrem, podtéká silnici spojující Heřmánkovice a Janovičky a rozděluje se na dvě větve. Kratší větev odbočuje na západ, napájí menší rybník a koupaliště a poté se obrací jihozápadním směrem pod Supí vrch (541 m n. m.), který obtéká ze severní strany a v Heřmánkovicích se v nadmořské výšce 450 m n. m. vlévá do Heřmánkovického potoka. Tato vedlejší větev měří necelé 2 km a je ve správě státního podniku Lesy ČR.
Hlavní větev Kravského potoka teče na jih, protéká dvěma malými rybníky a poblíž Kravího vrchu (491 m n. m.) přibírá zleva krátký přítok. Dále pokračuje k Benešovu, části Broumova, kde se do něho vlévá větší bezejmenný přítok z pravé strany. V Olivětíně, části Broumova, v nadmořské výšce 390 m ústí Kravský potok do řeky Stěnavy, viz mapa. Výškový rozdíl mezi pramenem (528 m n. m.) a ústím (390 m n. m.) činí 138 m na délce 5 km.
Kravský potok protéká katastrálním územím Heřmánkovice, dále Benešovem u Broumova a krátce před ústím do řeky Stěnavy protéká katastrálním územím Broumova.

## Správa vodního toku
Správcem Kravského potoka je Povodí Labe, státní podnik. Přímý výkon správy toků zajišťuje závod Jablonec nad Nisou, provoz Hradec Králové.

## Galerie

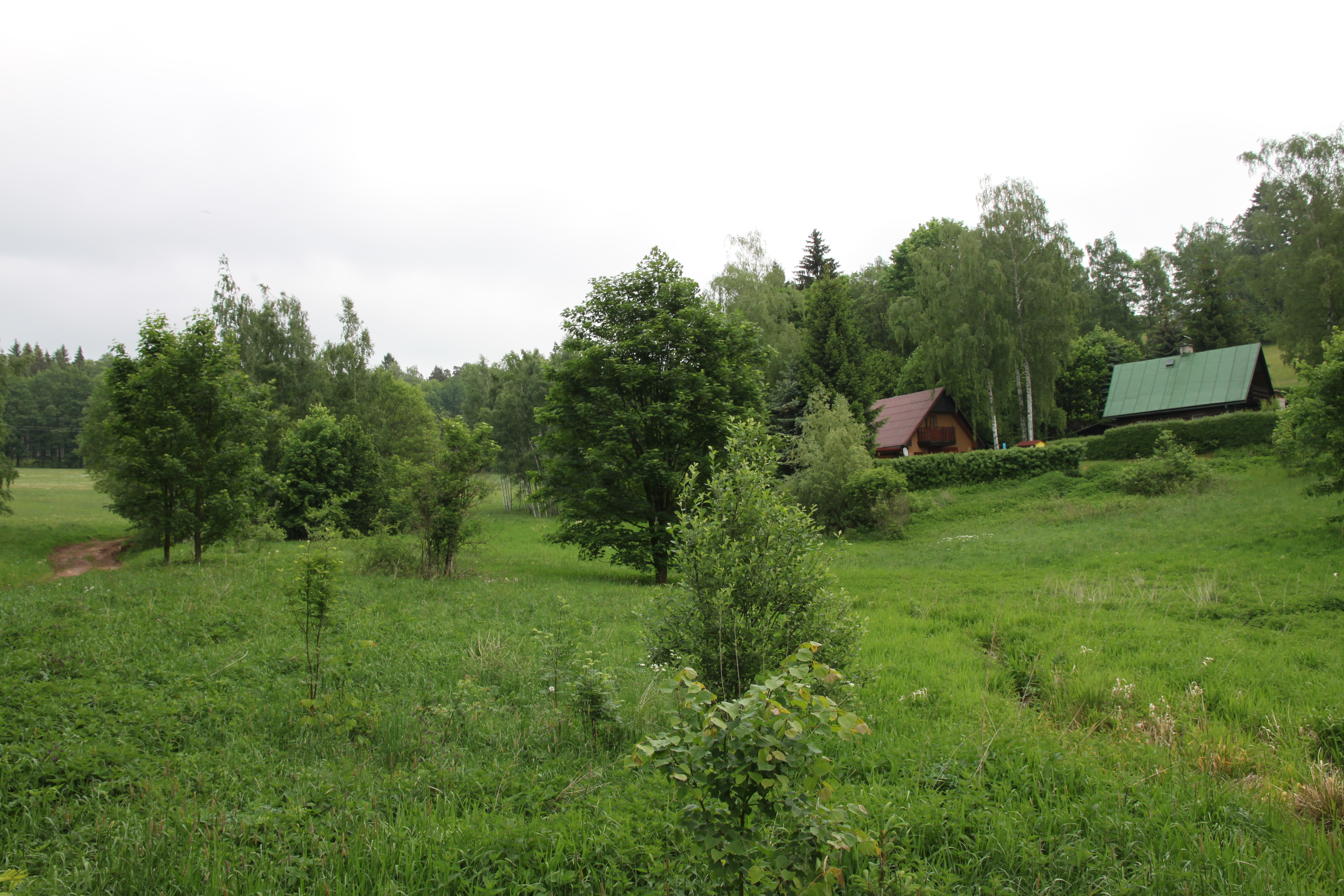
Prameniště Kravského potoka u Janoviček
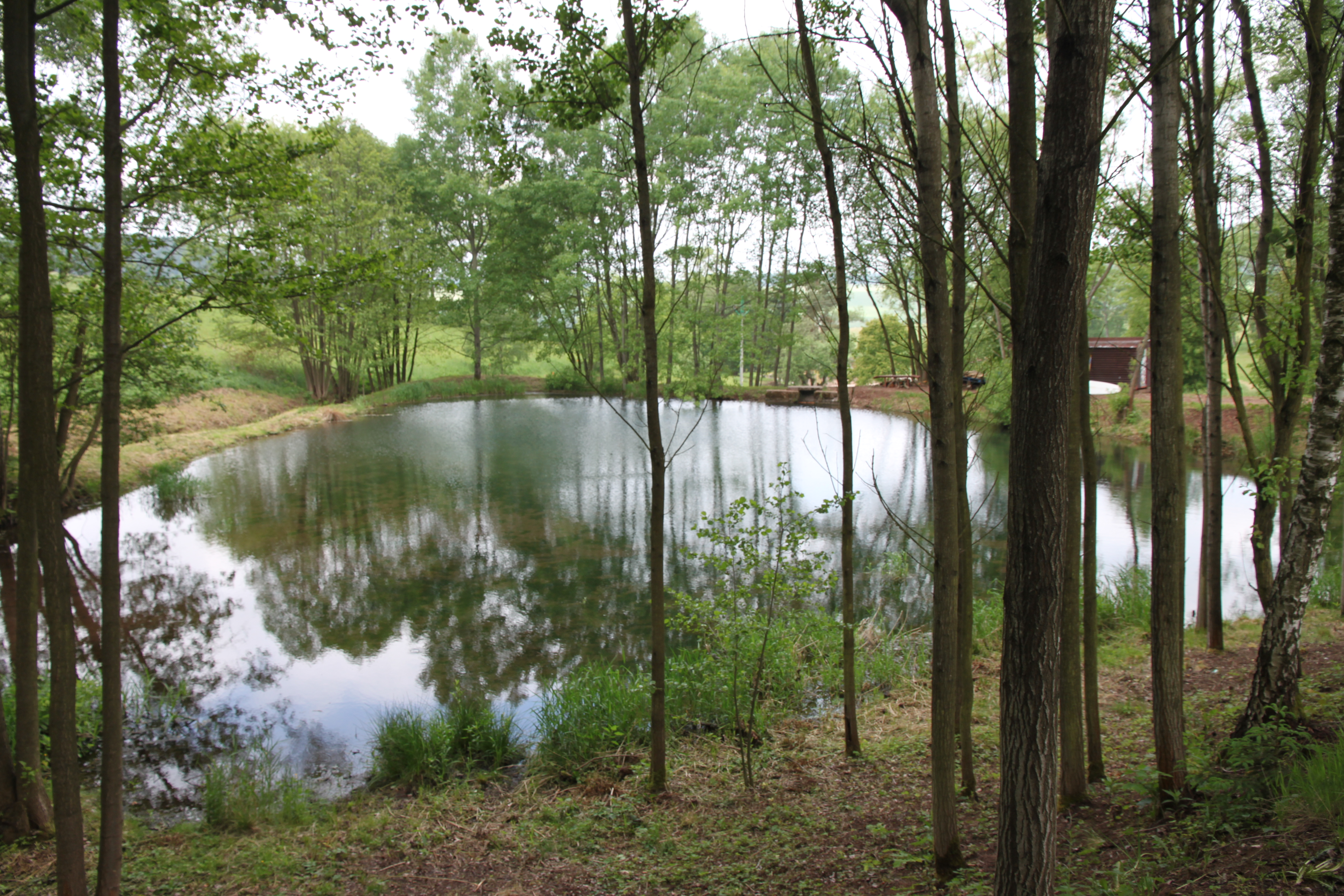
Rybník na Kravském potoce